# Silvia Andrea
Pour les articles homonymes, voir Andrea.
Œuvres principales
Faustine (1889), Wilhelm Tell (1891), Das Bergell (1901), Violanta Prevosti (1905) et Wir und unsere Lieblinge (1914)
Silvia Andrea, née le 20 ou le 22 mars 1840 à Zuoz et morte le 4 mars 1935 à Castasegna, est le nom de plume d'un écrivain suisse d'expression allemande.
Elle est notamment l'auteur des romans Faustine et Violanta Prevosti, d'une version en prose de l'histoire de Guillaume Tell et de divers récits et histoires d'animaux.

## Biographie

### Origines et famille
Silvia Andrea naît Johanna Gredig le 20 ou, selon ses propres dires, le 22 mars 1840 à Zuoz, dans le canton des Grisons. Elle est originaire de Tschappina et de Castasegna, dans le même canton. Son père, Johann Thomas Gredig, est instituteur ; sa mère est née Margrith Florin. Elle est de langue maternelle romanche.
Elle épouse en 1861 Agostino Garbald, receveur des douanes, originaire de Castasegna. Ils vivent à Castasegna dans une maison construite en 1863 et 1864 à leur intention d'après les plans de Gottfried Semper. Ils ont trois enfants. 

### Enfance, études et activités
Elle grandit à Zuoz et suit sa scolarité à l'institut de jeunes filles de Coire. Après son mariage, elle vit à Castasegna et s'investit dans l'éducation et l'instruction des filles de la région. 

### Parcours littéraire
Elle écrit toujours en allemand. Elle peut être considérée comme un écrivain autodidacte, qui forge son style à la lecture des classiques allemands de la bibliothèque familiale héritée par son mari,. Bien qu'elle ait émis avant son mariage le vœu de devenir écrivain, elle n'est publiée qu'en 1877, après la naissance de son premier enfant. 
L'histoire des Grisons lui inspire de nombreuses nouvelles et un roman, Violanta Prevosti, paru en 1905. À l'occasion des six cents ans de la Confédération, en 1891, elle publie sa version de l'histoire de Guillaume Tell, récit en prose qu'elle peuple de figures féminines originales. Selon ses propres dires, son roman Faustine, paru en 1889, est un autoportrait. Les récits de Das Bergell (1901) et les histoires d'animaux de Wir und unsere Lieblinge (1914) connaissent un vif succès. 
Elle publie par ailleurs de nombreux récits et poèmes dans des journaux et revues, surtout dans Helvetia.

### Mort
Elle meurt le 4 mars 1935 à Castasegna, à l'âge de 94 ans.

## Œuvres
- (de) Erzählungen aus Graubündens Vergangenheit., Glaris, 1888
- (de) Faustine: Roman, Glaris, Vogel, 1889
- (de) Wilhelm Tell: historische Erzählung, Frauenfeld, J. Huber, 1891, 147 p. (lire en ligne)
- (de) Das Bergell : Wanderungen in der Landschaft und ihrer Geschichte (photogr. Andrea Garbald (fils)), Frauenfeld, J. Huber, 1901, 121 p.
- (de) Die Rhätierin ; Ein Apostel : Zwei Erzählungen aus Graubündens Vergangenheit, Schkeuditz, W. Schäfer, 1905, 436 p.
- (de) Violanta Prevosti : Geschichtlicher Roman., Frauenfeld, Huber & Co., 1905, 244 p.[5]
- (de) Wir und unsere Lieblinge, Frauenfeld, Huber & Co., 1914, 133 p.

- (de) Die Rüfe: Eine Erzählung, Frauenfeld et Leipzig, Huber & Co., 1927, 213 p.